# Dan Halutz

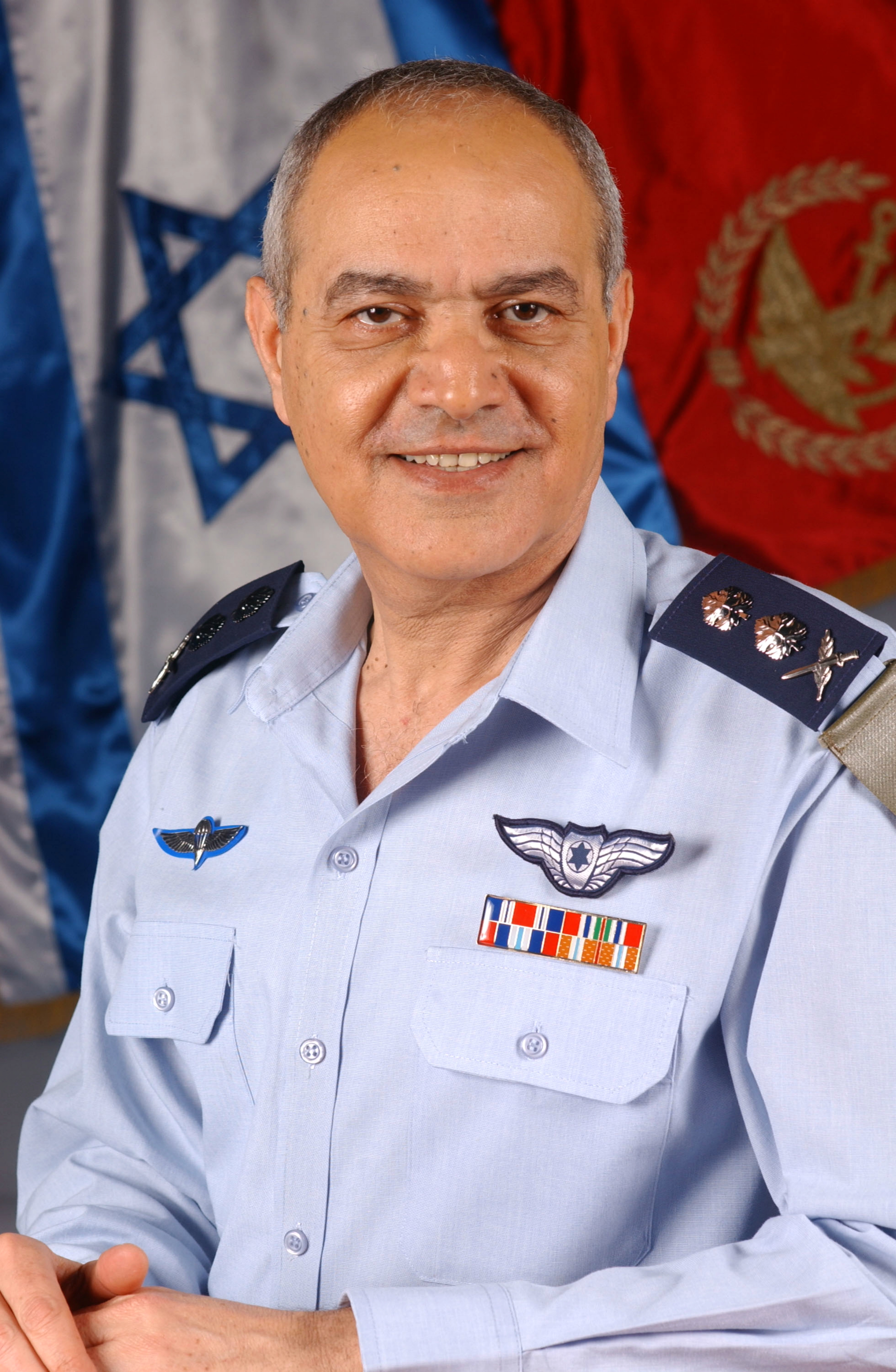
Dan Halutz

Dan Halutz (Tel Aviv, 7 de Agosto 1948) é um general da Força Aérea Israelense, ex-comandante-em-chefe da Força Aérea Israelense (2000-2004) e comandante-em-chefe das Forças de Defesa de Israel (2005-2007).
Após ser duramente criticado por sua condução das forças israelenses no conflito com o Hizbollah, ocorrido entre 12 de julho e 14 de agosto de 2006 no Líbano, renunciou em 17 de janeiro de 2007, susbstituído pelo general Gaby Ashkenazy.